# Puchar Polski w piłce nożnej (1986/1987)
Puchar Polski w piłce nożnej mężczyzn 1986/1987 – 33. edycja rozgrywek mających na celu wyłonienie zdobywcy Pucharu Polski, który uzyskał tym samym prawo gry w 1/16 finału Pucharu Zdobywców Pucharów w sezonie 1987/1988. Mecz finałowy odbył się na Stadionie Odry w Opolu.
Tytuł zdobył Śląsk Wrocław, dla którego był to drugi tryumf w historii klubu.
I runda – 27 lipca 1986
Jantar Ustka – Błękitni Stargard 2–0
Sparta Szamotuły – Arkonia Szczecin 2–0
Lechia Zielona Góra – Warta Poznań 2–0
Kania Gostyń – Celuloza Kostrzyn 0–2
Ostrovia Ostrów Wielkopolski – Górnik Konin 5–0
Polonia Bydgoszcz – Gwardia Koszalin 1–0
Goplania Inowrocław – Stoczniowiec Gdańsk 0–1
FAM Chełmno – Kujawiak Włocławek 1–3
Granica Bogatynia – Polonez Warszawa 1–1, k. 5–4
Koksochemia Wałbrzych – Pafawag Wrocław 0–0, k. 4–3
Victoria Wałbrzych – Śląsk II Wrocław 3–3, k. 1–3
Małapanew Ozimek – Raków Częstochowa 2–0
Stal Brzeg – Górnik Wojkowice 1–2
Koszarawa Żywiec – Górnik Pszów 0–3
Sośnica Gliwice – Unia Oświęcim 2–0
Warta Sieradz – GKS Bełchatów 0–2
Wisła II Płock – Orzeł Łódź 2–1
Unia Skierniewice – Boruta Zgierz 0–0, k. 6–5
Nogat Malbork – Jeziorak Iława 0–1
Mazovia Ciechanów – Narew Ostrołęka 5–3
Olimpia Zambrów – Śniardwy Orzysz 0–1
Gwardia Białystok – AZS Biała Podlaska 1–0
Start–Pogoń Siedlce – Polonia Warszawa 1–2
Czarni Radom – Wisła Puławy 0–1
Górnik Łęczna – Siarka Tarnobrzeg 0–3
Chełmianka Chełm – Hetman Zamość 2–0
Błękitni II Kielce – Wawel Kraków 0–1
Gościbia Sułkowice – Glinik Gorlice 2–1
LZS Borowa – Wisłoka Dębica 2–6
Czarni Jasło – Stal Rzeszów 0–5
Zagłębie II Lubin – Polonia Chodzież 4–3
Polna Przemyśl – Star Starachowice 1–1, k. 4–3
II runda – 3 sierpnia 1986
Jantar Ustka – Stal Stocznia Szczecin 0–4
Sparta Szamotuły – Olimpia Poznań 2–0
Lechia Zielona Góra – Zawisza Bydgoszcz 3–0
Celuloza Kostrzyn – Dozamet Nowa Sól 0–2, po dogr.
Ostrovia Ostrów Wielkopolski – Błękitni Kielce 0–3
Polonia Bydgoszcz – Arka Gdynia 1–0
Stoczniowiec Gdańsk – Korona Kielce 0–1
Kujawiak Włocławek – Start Łódź 0–2, po dogr.
Granica Bogatynia – RKS Ursus 2–0
Koksochemia Wałbrzych – Moto Jelcz Oława 0–2
Śląsk II Wrocław – Chrobry Głogów 0–0, k. 4–3
Małapanew Ozimek – Odra Wodzisław Śląski 0–2
Górnik Wojkowice – Szombierki Bytom 3–2
Górnik Pszów – GKS Jastrzębie 1–2
Sośnica Gliwice – Zagłębie Wałbrzych 1–0
GKS Bełchatów – Ślęza Wrocław 2–0
Wisła II Płock – Włókniarz Pabianice 2–0
Unia Skierniewice – Gwardia Warszawa 1–2
Jeziorak Iława – Olimpia Elbląg 2–4
Mazovia Ciechanów – Jagiellonia Białystok 0–5
Śniardwy Orzysz – Resovia 0–1
Gwardia Białystok – Unia Tarnów 0–0, k. 3–5
Polonia Warszawa – Broń Radom 0–1
Wisła Puławy – Stal Stalowa Wola 2–1
Siarka Tarnobrzeg – Radomiak Radom 2–1
Chełmianka Chełm – Igloopol Dębica 3–2
Wawel Kraków – Piast Gliwice 1–0
Gościbia Sułkowice – Polonia Bytom 1–2, po dogr.
Wisłoka Dębica – Górnik Knurów 1–2
Stal Rzeszów – Hutnik Kraków 1–0
Zagłębie II Lubin – Odra Opole 0–2
Polna Przemyśl – Wisła Kraków 0–1

## III runda
Mecze zostały rozegrane 13 sierpnia 1986.
Stal Rzeszów – Wisła Kraków 0:0, k. 2:4

Wisła Puławy – Jagiellonia Białystok 1:1, k. 5:4 (Kustra 44' - Bayer 8')

Siarka Tarnobrzeg – Polonia Bytom 2:0 (Stajniak 19' Żuchowski 27')

Sośnica Gliwice – Górnik Knurów 0:1 (Brela 62')

Górnik Wojkowice – GKS Jastrzębie 2:0 dogr. (Zdebik 102' 110')

Śląsk II Wrocław – Moto Jelcz Oława 2:1 (Szuster 5' Bogusz 73' - Krauze 65')

Granica Bogatynia – Odra Opole 0:3 (Majer 41' Stelmach 85' Misztur 86')

Chełmianka Chełm – Broń Radom 1:4 (Witkowski 68' - Szymański 7' 26' Kulik 59' 72')

Błękitni Kielce – Resovia 5:0 (Wójcik 19' 59' Dziubel 26' Gębura 62'k. Zając 79')

GKS Bełchatów – Gwardia Warszawa 2:1 (Sajewicz 65' 75' - Wielogórski 42')

Polonia Bydgoszcz – Olimpia Elbląg 1:1, k. 4:5 (Magowski 60' - Bianga 47')

Unia Tarnów – Korona Kielce 0:1 (Tobolik 43')

Wawel Kraków – Odra Wodzisław Śląski 1:2 (Nowowiejski 79'k. - Wieczorek 59' Krótki 68')

Wisła II Płock – Start Łódź 4:2 (Nowaczek 55' 73' Grzesiak 70' Harabasz 82'k. - Szarek 89' Krzyczmanik 90')

Sparta Szamotuły – Stal Stocznia Szczecin 1:0 (Pater 47')

Lechia Zielona Góra – Dozamet Nowa Sól 2:0 (Swędera 24' Kwapis 70'k.)

## 1/16 finału
Mecze zostały rozegrane 24 września 1986.
Broń Radom – Bałtyk Gdynia 0:2 (Synoradzki 69' D.Zgutczyński 71')

Odra Wodzisław Śląski – Lechia Gdańsk 2:0 (Krótki 3' 26'k.)

Błękitni Kielce – Widzew Łódź 0:3 (Świątek 63' Wraga 74' Kajrys 81')

Górnik Knurów – Stal Mielec 1:2 dogr. (Podolski 53' - Filipczak 22' Śliwowski 98')

Górnik Wojkowice – Zagłębie Lubin 1:0 (Nikodem 80')

Lechia Zielona Góra – Lech Poznań 4:2 dogr. (Swędera 77' 102' 105' Kwapis 91' - Pachelski 38' Kruszczyński 96')

Olimpia Elbląg – Legia Warszawa 1:1, k. 0:3 (Szeląg 32' - Kaczmarek 81')

Śląsk II Wrocław – Śląsk Wrocław 2:5 (Gil 12' Myśliński 75' - Stelmach 2' 62' Mikołajewicz 34' 90' Prusik 53')

Wisła II Płock – Górnik Wałbrzych 2:3 (Dylewski 65' Ostrowski 75' - Małachowski 10' Truszczyński 40' Dolny 55'k.)

Wisła Puławy – ŁKS Łódź 1:4 (Kamola 3' - Chojnacki 74' Baran 76' Soczyński 84' R.Robakiewicz 89')

GKS Bełchatów – Motor Lublin 2:0 (Sajewicz 78' Surlit 85')

Siarka Tarnobrzeg – Górnik Zabrze 2:3 (Żuchowski 71'k. Panek 87' - Cyroń 44' 61' Majka 69')

Sparta Szamotuły – Pogoń Szczecin 0:2 (Leśniak 31' Hawrylewicz 85')

Wisła Kraków – Ruch Chorzów 2:1 dogr. (Małek 59' Moskal 92' - Nowak 42')

Odra Opole – GKS Katowice 0:2 (Piekarczyk 84' Łukaszewski 88' sam.)

Korona Kielce – Zagłębie Sosnowiec 0:0, k. 4:5

## 1/8 finału
Mecze zostały rozegrane 29 października 1986.
Zagłębie Sosnowiec – Górnik Zabrze 0:1 (Cyroń 60')

GKS Bełchatów – Stal Mielec 2:0 (Berent 78' 86')

Bałtyk Gdynia – Śląsk Wrocław 1:2 (Kotas 58'k. - Socha 3' Mandziejewicz 15')

Lechia Zielona Góra – Górnik Wałbrzych 2:1 (Swędera 2' Sawczuk 82' - Kosowski 13')

Górnik Wojkowice – ŁKS Łódź 0:3 (Baran 58' R.Robakiewicz 74' Chojnacki 78')

Wisła Kraków – Legia Warszawa 1:0, mecz przerwany po I połowie i powtórzony (Bożek 22')

Wisła Kraków – Legia Warszawa 1:1, k. 4:3 (Moskal 21' - Arceusz 46')

Odra Wodzisław Śląski – GKS Katowice 2:3 (Krótki 56' Wiliński 85' - Biegun 7' Koniarek 50' Hetmański 86')

Pogoń Szczecin – Widzew Łódź 3:2 dogr. (Sokołowski 24' Leśniak 76' 108' - Putek 65' Iwanicki 78')

## Ćwierćfinały
Pierwsze mecze zostały rozegrane 15 kwietnia 1987, a rewanże 6 maja 1988.
Lechia Zielona Góra – ŁKS Łódź 2:1 (Swędera 53' 85' - Stefański 51')

ŁKS Łódź – Lechia Zielona Góra 4:1 dogr. (Różycki 31' Kruszankin 87' R.Robakiewicz 113' 118' - Sawczuk 39')

-

Śląsk Wrocław – Pogoń Szczecin 3:1 (Marciniak 28' Tarasiewicz 49' 59' - Hawrylewicz 40')

Pogoń Szczecin – Śląsk Wrocław 1:2 (Benesz 14' - Tarasiewicz 5' Marciniak 17')

-

Wisła Kraków – GKS Bełchatów 2:0 (Banaś 21' sam. Strojek 57')

GKS Bełchatów – Wisła Kraków 2:1 dogr. (Flis 70' Marchwiński 86' - M.Świerczewski 101')

-

GKS Katowice – Górnik Zabrze 1:0 (Koniarek 63')

Górnik Zabrze – GKS Katowice 1:2 (Pałasz 70' - Furtok 8' 80')

## Półfinały
Pierwsze mecze zostały rozegrane 3 czerwca 1987, a rewanże 17 czerwca 1988.
Śląsk Wrocław – Wisła Kraków 1:0 (Grzanka 52')

Wisła Kraków – Śląsk Wrocław 1:1 (Strojek 78' - Tarasiewicz 86')

-

GKS Katowice – ŁKS Łódź 5:1 (Kubisztal 5' Furtok 7' Ziober 29' sam. Koniarek 41' Wijas 44' - R.Robakiewicz 84'k.)

ŁKS Łódź – GKS Katowice 3:3 (Stefański 20' R.Robakiewicz 24'k. Chojnacki 83' - Furtok 7' Koniarek 40' 82')

## Finał
| 24 czerwca 1987 17:00                           | Śląsk Wrocław | 0:0 k. 4:3Raport                                 | GKS Katowice | Stadion Miejski, Opole Widzów: 12 000 Sędzia: Krzysztof Czemarmazowicz (Szczecin) |
|                                                 |               |                                                  |              |                                                                                   |
|                                                 |               | Rzuty karne                                      |              |                                                                                   |
| Machaj · Król · Grzanka · Mikołajewicz · Prusik |               | Furtok · Nazimek · Piekarczyk · Łuczak · Krzyżoś |              |                                                                                   |

| Puchar Polski w piłce nożnej 1986/1987 Zwycięzcy |
| ------------------------------------------------ |
| Śląsk Wrocław 2. Tytuł                           |